# Valkeinen (sjö i Kuopio, Norra Savolax, Finland)
Valkeinen eller Valkeisenlampi är en sjö i Finland. Den ligger i kommunen Kuopio i landskapet Norra Savolax, i den centrala delen av landet, 300 km norr om huvudstaden Helsingfors. Valkeinen ligger 98 meter över havet. Den är 9,2 meter djup. Arean är 9,9 hektar och strandlinjen är 1,4 kilometer lång. Sjön  ingår i Vuoksens huvudavrinningsområde. 